# MetaCyc
La base de dades MetaCyc és una de les bases de dades de vies metabòliques i enzims més grans disponibles actualment. Les dades de la base de dades estan seleccionades manualment a partir de la literatura científica i cobreixen tots els dominis de la vida. MetaCyc té una àmplia informació sobre compostos químics, reaccions, vies metabòliques i enzims. Les dades han estat seleccionades a partir de més de 58.000 publicacions.
MetaCyc ha estat dissenyat per a diversos tipus d'usos. Sovint s'utilitza com una extensa enciclopèdia en línia del metabolisme. A més, MetaCyc s'utilitza com a conjunt de dades de referència per predir computacionalment la xarxa metabòlica dels organismes a partir dels seus genomes seqüenciats; s'ha utilitzat per realitzar prediccions de vies per a milers d'organismes, inclosos els de la BioCyc database collection (col·lecció de bases de dades BioCyc). MetaCyc també s'utilitza en investigacions sobre enginyeria metabòlica i metabolòmica.
MetaCyc inclou petites revisions de vies i enzims que proporcionen informació de fons, així com referències bibliogràfiques rellevants. També proporciona dades extenses sobre enzims individuals, que descriuen la seva estructura de subunitats, cofactors, activadors i inhibidors, l'especificitat del substrat i, quan estiguin disponibles, constants cinètiques. Les dades de MetaCyc sobre metabòlits inclouen estructures químiques, energia de formació estàndard predita i enllaços a bases de dades externes. Les reaccions de MetaCyc es presenten en una pantalla visual que inclou les estructures de tots els components. Les reaccions són equilibrades i inclouen números EC, direcció de reacció, assignacions predicades d'àtoms que descriuen la correspondència entre àtoms dels compostos reactius i els compostos del producte i energia lliure de Gibbs calculada.
Es pot fer clic a tots els objectes de MetaCyc i permeten accedir fàcilment a objectes relacionats. Per exemple, a la pàgina de L-lisina es mostren totes les reaccions en què participa la L-lisina, així com els enzims que les catalitzen i les vies en què es produeixen aquestes reaccions.